# 埋蔵文化財
埋蔵文化財（まいぞうぶんかざい）は、文化財（文化遺産）が土地に埋蔵されている状態の総称である。略して「埋文」と呼ばれることもある。一般には文化遺産保護制度における保護の対象となっている。

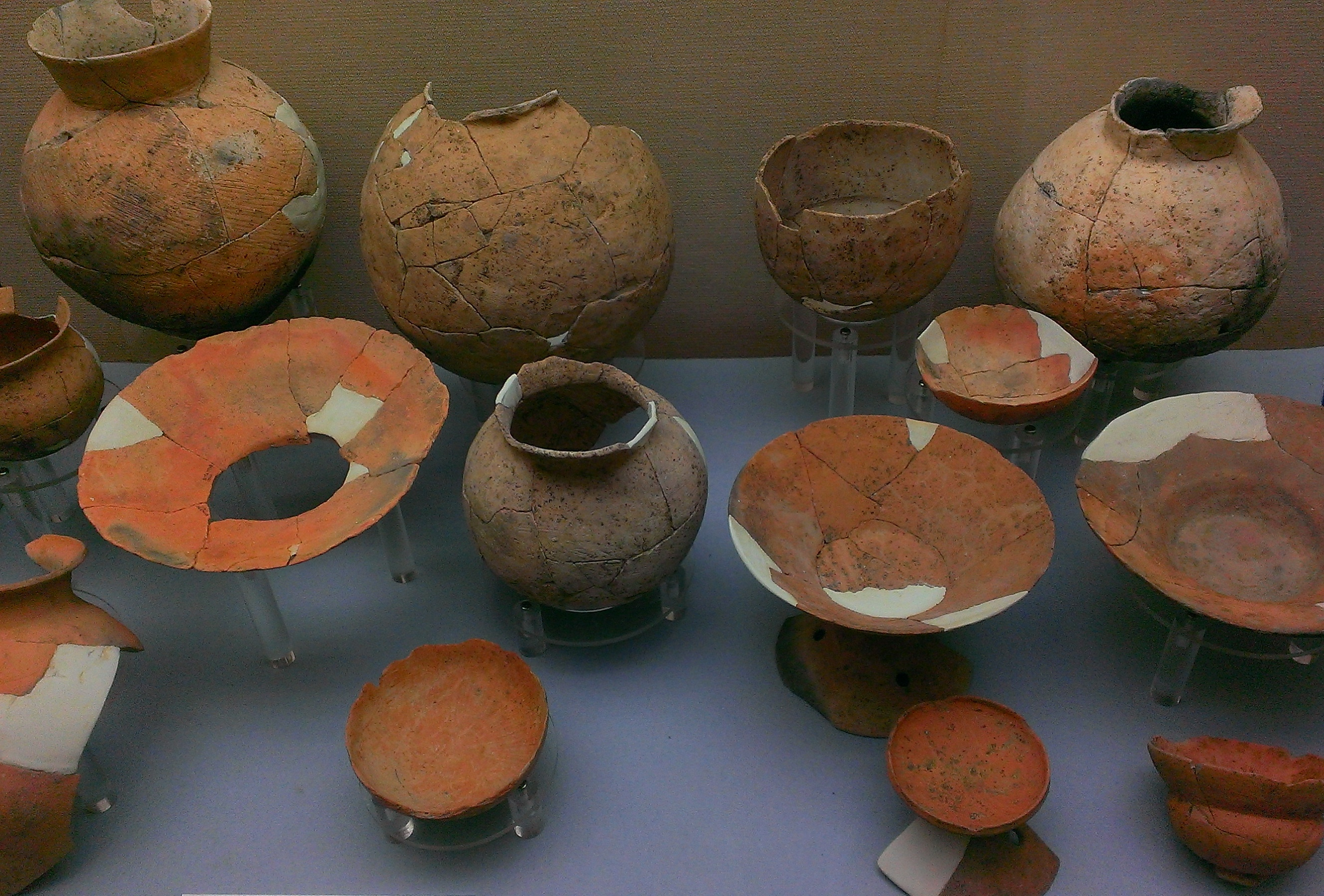
出土した埋蔵文化財（遺物）。（奈良県桜井市纒向遺跡の土師器）

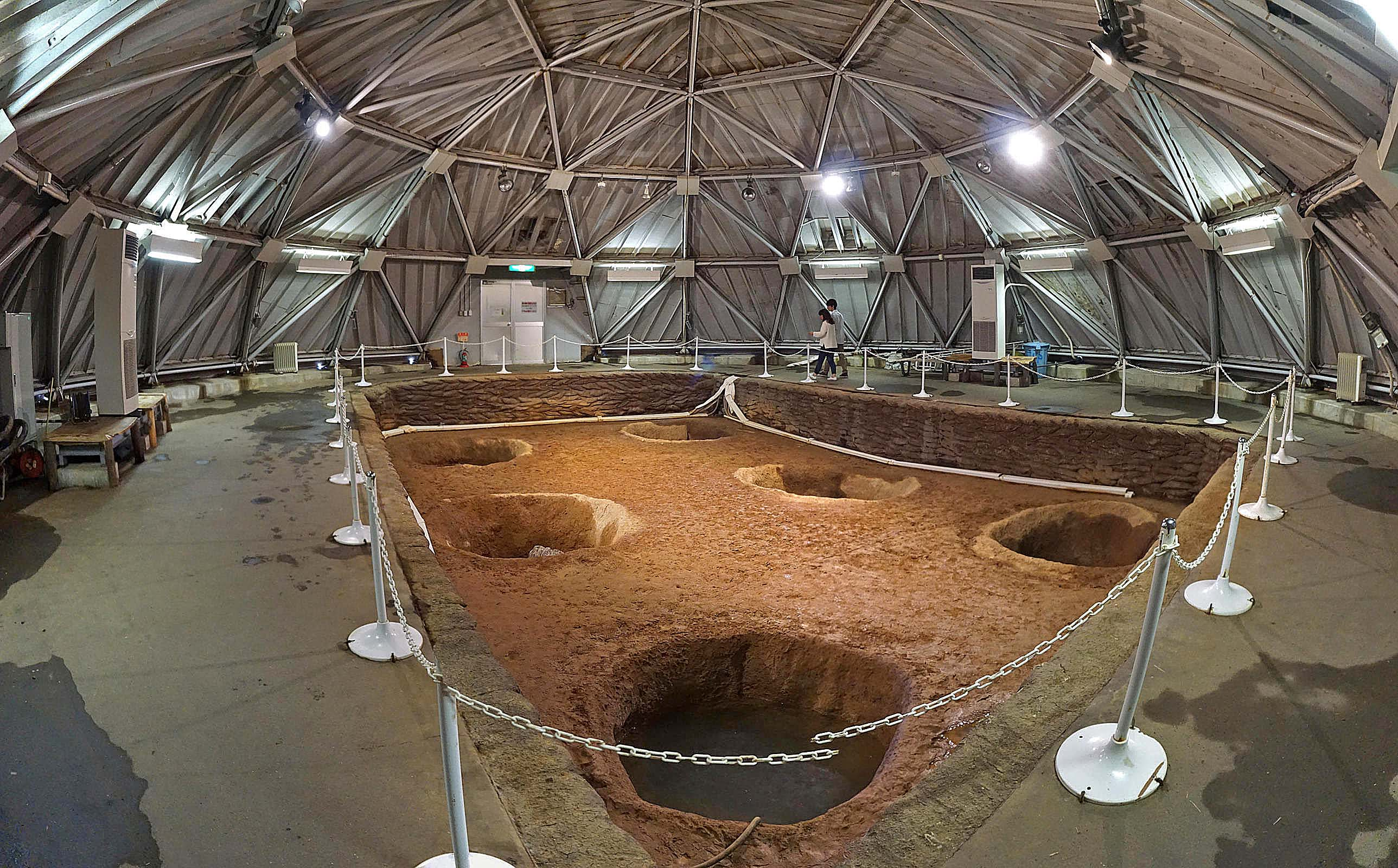
出土した埋蔵文化財（遺構）。（青森県三内丸山遺跡の六本柱建物跡）

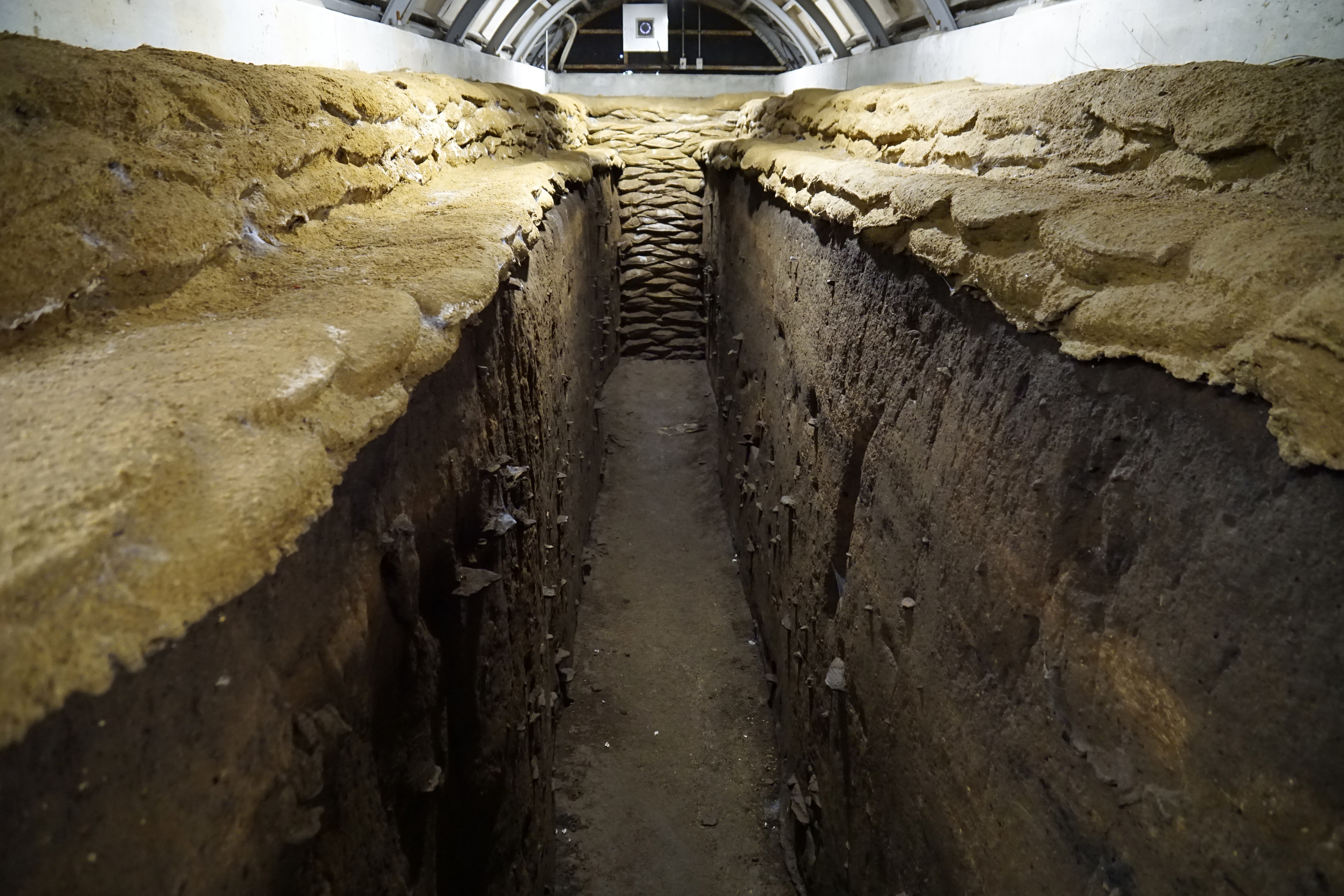
埋蔵文化財を含む地面（遺物包含層）の展示。断面に土器片などが見える。（三内丸山遺跡）

## 日本での制度上の位置づけ
埋蔵文化財は、日本の文化財保護法上の定義では、同法第92条（旧第57条。以下、2005年（平成17年）3月31日まで施行されていた条文を「旧」で示す）の「土地に埋蔵されている文化財」としており、具体的には遺跡、そこから出土する遺物がこれにあたる。
ただし、厳密には「埋蔵文化財」といった場合、土地に埋蔵されている文化財としての価値が認められる「遺構」と、文化財としての価値が推定される民法第241条の「埋蔵物」としての「遺物」のことを指しており、面的な遺跡及び遺跡の範囲としてとらえた場合は、文化財保護法第93条（旧第57条の2）の「貝づか、古墳その他埋蔵文化財を包蔵する土地として周知されている土地」として「周知の埋蔵文化財包蔵地」が定義されている。

### 法律上定義される範囲
法的に「埋蔵文化財」として取り扱うことのできる範囲は、「埋蔵文化財の保護と発掘調査の円滑化等について（通知）」、いわゆる「平成10年の円滑化通知」によって定義された。
それによると、「埋蔵文化財として扱う範囲に関する原則」は、
1. おおむね中世までに属する遺跡は、原則として対象とすること。
2. 近世に属する遺跡については、地域において必要なものを対象とすることができること。
3. 近現代の遺跡については、地域において特に重要なものを対象とすることができること。

とされ、「埋蔵文化財として扱う範囲の一基準の要素」として、「遺跡の時代・種類を主たる要素とし、遺跡の所作する地域の歴史的な特性、文献・絵図・民俗資料その他の資料との補完関係、遺跡の遺存状況、遺跡から得られる情報量等を副次的要素とする」よう指示がなされた。

### 出土品、出土遺物の法律上の位置づけ
埋蔵文化財包蔵地内を分布調査して土器片を採集したり、調査した結果、遺物が出土した場合、これを発見した日から1週間以内に遺失物法第13条によって所轄の警察署に届け出ることになっている（「埋蔵物発見届」）。掘り出される以前は民法上の「埋蔵物」であり掘り出されたり拾われた時点で「拾得物」となるという法的解釈がなされている。
警察署では、拾得物として受け付けた埋蔵物が文化財と認められるときは、文化財保護法101条（旧第60条）に基づき管轄の都道府県、政令指定都市及び中核市の教育委員会に「埋蔵文化財提出書」を提出する。また、発見者は、「埋蔵文化財保管証」を管轄の都道府県、政令指定都市及び中核市の教育委員会に提出し、これを照合することによって同法102条（旧法61条）の鑑査が行われ、実物を見たことと同様にみなし、「文化財認定の通知」を警察署に行い、発見者にも認定通知の写しが送付され、出土品は、この時点でようやく正式に文化財として認定されたことになる。内容がたとえ土器片一点であっても、指定されることなしに法的に文化財として認定する制度があることに特徴があるといえる。

### 埋蔵文化財包蔵地範囲の周知
教育委員会など、各地方自治体の文化財所管課は、文化財保護法第95条により、地域のどのような場所に埋蔵文化財包蔵地が存在するかについて、その周知徹底を図り、必要な措置を講じることが義務付けられている。このため、各自治体では「必要な措置」として、包蔵地に番号を与え、その詳細（時代や種類・面積）をまとめた「遺跡台帳（包蔵地台帳）」を作成し、範囲を地図上に示した「遺跡地図（包蔵地地図）」を刊行することで一般に公開している。
なお埋蔵文化財は、土中に埋蔵されているというその性質上、具体的にその土地の下に何があるかは発掘してみなければ判らないという特徴をもち、かつ、掘り出された後に前項での手続きを経て初めて文化財として認定される。したがって各自治体は、「文化財となりうるものが包含されている可能性のある土地」を「周知（知らせる）」しているのであって、「指定」しているわけではない。

## 土地利用への影響
前項の文化財地図などによって示された、「周知の埋蔵文化財包蔵地」の中で、土木工事等の目的で発掘（この場合の「発掘」とは、遺跡調査ではなく、基礎の根切りや管埋設などの、工事における掘削行為）をしようとする者は、文化財保護法第93条第１項に基づき、工事着工の60日前までに文化庁長官に届出をする義務が生じる。
また、文化財保護法に基づく発掘調査、現状を変更することとなるような行為の停止又は禁止、設計変更に伴う費用負担、土地利用の上の制約等により、その土地の価格形成に重要な影響を与える場合がある。
したがって、周知の埋蔵文化財包蔵地に含まれるかなど、埋蔵文化財の存在に留意した上で、発掘調査の必要の有無、調査に要する費用や期間については、自治体の教育委員会など、文化財を所管する行政庁に確認すべきとされる。また、土地取引においても、宅地建物取引業法第47条の告知事項に関係する。